# Cemitério São José

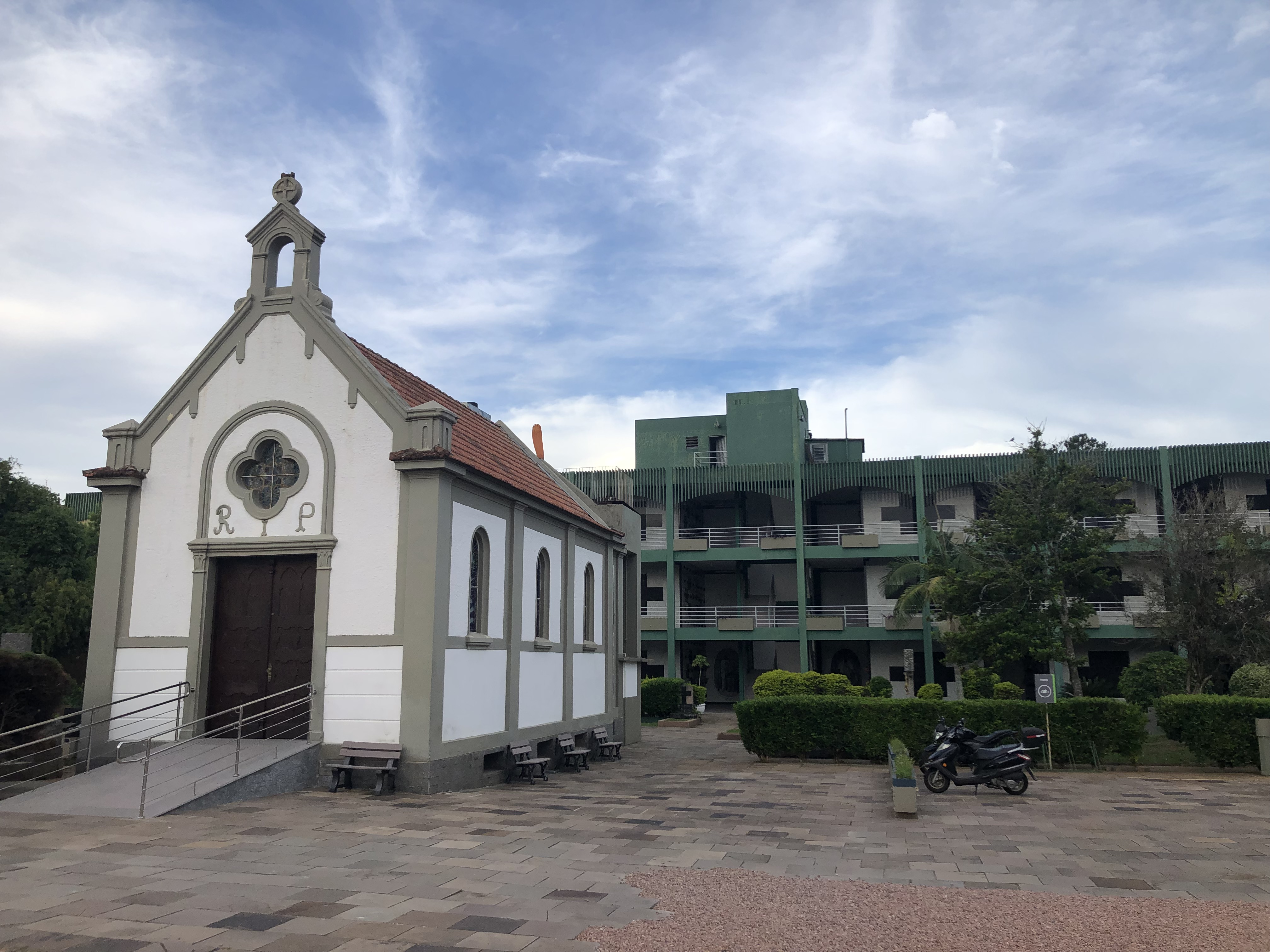
Capela Histórica e prédio do cemitério.

O Cemitério São José é um cemitério localizado na cidade brasileira de Porto Alegre. O São José está situado entre três outros cemitérios: o Cemitério da Santa Casa de Misericórdia, o Cemitério São Miguel e Almas e o Cemitério Israelita. 
No cemitério está situada a "Capela Histórica", construída originalmente em 1915, restaurada e parte do patrimônio histórico-cultural da cidade desde 2007.
Próximo também está o prédio do Crematório Metropolitano São José. Está localizado na Av. Prof. Oscar Pereira, 584 no bairro Azenha.

## Personalidades enterradas
- Alberto Bins (1859-1967), industrial e ex-prefeito de Porto Alegre[1];